# Dirty Dancing
Dirty Dancing ist ein US-amerikanischer Tanzfilm unter Regie von Emile Ardolino aus dem Jahr 1987. Das Drehbuch stammt von Eleanor Bergstein. Die Hauptrollen spielen Patrick Swayze und Jennifer Grey.

## Handlung
Sommerferien 1963 im US-Bundesstaat New York: Die siebzehnjährige Frances Houseman, genannt „Baby“, verbringt die Ferien mit ihren Eltern und ihrer Schwester Lisa im Ferienresort „Kellerman’s“ in den Catskill Mountains. Dort lernt sie den aus der Unterschicht stammenden Tanzlehrer Johnny Castle kennen. Als sie eines Abends unerlaubterweise auf eine Party der Hotelangestellten geht, kommen sich Baby und Johnny näher.
Johnnys Tanzpartnerin, Penny Johnson, wird nach einer Affäre mit dem angehenden Medizinstudenten Robbie, der im Camp als Kellner arbeitet, ungewollt schwanger. Nachdem dieser sich von Penny distanziert, beschließt sie, auch aus Angst, durch eine Schwangerschaft ihren Job zu verlieren, eine Abtreibung vornehmen zu lassen, für die ihr allerdings die finanziellen Mittel fehlen. Deswegen bittet Baby ihren Vater um finanzielle Hilfe, erzählt ihm aber nicht, wofür das Geld ist. Da der Arzt, der die Abtreibung vornehmen soll, nur an einem bestimmten Abend Zeit hat, fällt Penny für einen wichtigen Tanzauftritt außerhalb des Resorts aus, und Baby springt für sie als Johnnys Partnerin ein.
In den Tagen vor dem Auftritt trainieren Baby und Johnny hart und liefern am entscheidenden Abend eine gute Vorstellung ab. Noch in Feierlaune erfahren Johnny und Baby nach ihrer Rückkehr ins Resort, dass Penny von einem Pfuscher behandelt wurde und nun starke Schmerzen hat. Baby ruft ihren Vater hinzu, der ebenfalls Arzt ist und Penny medizinisch versorgt. Aufgrund eines Missverständnisses hält er Johnny für den Vater und verhält sich wegen dessen vermeintlicher Charakterlosigkeit abweisend.
Baby hat sich während des gemeinsamen Übens in Johnny verliebt und beginnt ein Verhältnis mit ihm. Als ihre Beziehung bekannt wird, verliert Johnny seinen Job als Tanzlehrer und verlässt das Resort. Am letzten Abend der Saison kehrt er allerdings zurück, um den abschließenden Tanz zu (I’ve Had) The Time of My Life mit „seinem Baby“ zu tanzen. Aushilfskellner Robbie bedankt sich bei Dr. Houseman für dessen Empfehlungsschreiben für die Uni und darüber hinaus auch für die diskrete Hilfe bei der ärztlichen Versorgung Pennys in der Annahme, Dr. Houseman wisse von seiner – Robbies – Beinahe-Vaterschaft. Der verärgerte Arzt nimmt daraufhin den Umschlag mit dem Empfehlungsschreiben zurück, erkennt, dass er Johnny in falschem Verdacht hatte, und gibt ihm und Baby seinen Segen.

## Hintergrund
Dirty Dancing sollte an die Filmmusicals erinnern, in denen Tanz eine Form der Verführung darstellte. Der Choreograph Kenny Ortega orientierte sich bei allen Tänzen am Originalstil der frühen sechziger Jahre. Einflüsse stammen von Mambo und kubanischen Rhythmen. In Anlehnung an den Film wird der Ausdruck dirty dancing, wörtlich „schmutziges Tanzen“, heute besonders in den USA auf Tanzstile angewandt, die betont sexy und kraftvoll sind.
Als Kulisse des Kellerman’s Resort diente die Mountain Lake Lodge in Pembroke, Virginia. Weitere Szenen entstanden in Lake Lure, North Carolina.

## Soundtrack
Produzent des Musikalbums war Jimmy Lenner. Zu 14 alten Titeln zählen unter anderem Be My Baby von The Ronettes, Big Girls Don’t Cry von Frankie Valli and The Four Seasons und Will You Love Me Tomorrow von den Shirelles.
Sieben Lieder wurden speziell für diesen Film komponiert. Dazu gehören das Titellied (I’ve Had) The Time of My Life gesungen von Bill Medley im Duett mit Jennifer Warnes, Hungry Eyes von Eric Carmen und She’s Like the Wind von Patrick Swayze.

## Synchronisation
Die deutsche Synchronbearbeitung fertigte die Deutsche Synchron Karlheinz Brunnemann, Berlin, an.
| Rolle                   | Darsteller             | Synchronsprecher         |
| ----------------------- | ---------------------- | ------------------------ |
| Frances „Baby“ Houseman | Jennifer Grey          | Rebecca Völz             |
| Johnny Castle           | Patrick Swayze         | Wolfgang Müller          |
| Jake Houseman           | Jerry Orbach           | Claus Jurichs            |
| Penny Johnson           | Cynthia Rhodes         | Karin Buchholz           |
| Max Kellerman           | Jack Weston            | Engelbert von Nordhausen |
| Lisa Houseman           | Jane Brucker           | Bettina Spier            |
| Marjorie Houseman       | Kelly Bishop           | Marianne Lutz            |
| Neill Kellerman         | Lonny Price            | Hans-Jürgen Dittberner   |
| Robbie Gould            | Max Cantor             | Thomas Petruo            |
| Billy Kostecki          | Neal Jones             | Torsten Sense            |
| Zauberkünstler          | „Cousin Brucie“ Morrow | Stefan Fredrich          |
| Stan                    | Wayne Knight           | Hans-Werner Bussinger    |
| Mrs. Schumacher         | Paula Trueman          | Hannelore Minkus         |
| Vivian Pressman         | Miranda Garrison       | Viola Sauer              |
| Moe Pressman            | Garry Goodrow          | Gerd Holtenau            |

## Rezeption

### Kritik
Die Kritiken fielen überwiegend positiv aus.
Deike Stagge hebt bei Filmstarts hervor, dass der Film das Publikum hervorragend unterhalte, weil es Ardolino gelinge, den Mambo in Szene zu setzen und mit Musik zu verknüpfen. Der gesamte Film sei leichtfüßig inszeniert.
Der Filmkritiker Wolfgang M. Schmitt sieht in Dirty Dancing einen gesellschaftskritischen Film, der gekonnt patriarchale Strukturen und Ausbeutung kritisiere.
Oliver Armknecht merkt kritisch an, dass der Film unschöne Themen massengerecht und kitschig aufarbeite. Der Film sei nicht aufgrund seiner sachten Gesellschaftskritik so erfolgreich, sondern aufgrund der Tanzeinlagen und der Romanze. Der Film sei eigentlich nicht sehenswert.

### Einspielergebnis
Der Film konnte weltweit rund 218 Millionen US-Dollar einspielen. Das Budget für den Film betrug sechs Millionen US-Dollar.

### Auszeichnungen
Dirty Dancing gewann 1988 den Independent Spirit Award als bester Debütfilm.
In Deutschland wurde der Film 1987 als Bester Film mit dem Jupiter ausgezeichnet.
Für den Titelsong (I’ve Had) The Time of My Life wurden die Komponisten Franke Previte, John DeNicola und Donald Markowitz bei den Academy Awards 1988 mit dem Oscar für den besten Song ausgezeichnet.
Im Januar 1988 war Dirty Dancing bei den 45. Golden Globes in vier Kategorien nominiert. Der Titelsong (I’ve Had) The Time of My Life konnte die Jury als Bester Filmsong überzeugen.
In den drei verbliebenen Kategorien
- Bester Film – Komödie oder Musical
- Bester Hauptdarsteller – Komödie oder Musical – Patrick Swayze
- Beste Hauptdarstellerin – Komödie oder Musical – Jennifer Grey

gingen die Nominierten leer aus.
Bei der Verleihung der Grammy Awards 1988 wurden Bill Medley & Jennifer Warnes im März 1988 für die Beste Darbietung eines Duos oder einer Gruppe mit Gesang – Pop für den Titelsong gewürdigt.
2024 wurde Dirty Dancing in das National Film Registry aufgenommen.

## Fortsetzung und Adaptionen
Von 1988 bis 1989 wurde die Fernsehserie Dirty Dancing produziert. Es handelt sich um eine Adaption des Films.
2004 hatte das Musical Dirty Dancing Weltpremiere in Sydney. Es handelt sich hierbei um eine Musik- und Tanzshow, die auf dem Film basiert. Von Oktober 2011 bis Oktober 2012 wurde das Musical im Metronom Theater im CentrO in Oberhausen aufgeführt. Vorher lief es in Hamburg in der Neuen Flora und danach in Berlin im Theater am Potsdamer Platz. Seit April 2014 ist das Musical erneut als Tourproduktion zu sehen. Der Aufführungsort des ersten Spielortes war der Admiralspalast in Berlin. Als Aufführungsorte folgten der Musical Dome in Köln, die Wiener Stadthalle, das Musical Theater Bremen, die Kleine Olympiahalle in München, das Capitol Theater (Düsseldorf), das Mehr!-Theater am Großmarkt in Hamburg, die Stadthalle Graz, die Alte Oper in Frankfurt sowie die Frankenhalle in Nürnberg.
Ebenfalls 2004 erschien Dirty Dancing 2, ebenso wie das Original ein Tanzfilm. Der Film hat allerdings bis auf den Titel nichts mit dem ersten Teil gemein. Die Handlung des Films spielt auf Kuba, und Patrick Swayze hat einen kleinen Auftritt als Tanzlehrer.
Der Fernsehsender ABC zeigte am 24. Mai 2017 eine dreistündige Neuverfilmung. Die Hauptrollen spielen Abigail Breslin und Colt Prattes, als Nebendarsteller sind unter anderem Debra Messing, Nicole Scherzinger und Billy Dee Williams zu sehen. Wayne Blair führte Regie, das Drehbuch stammt von Jessica Sharzer. Die internationalen Rezensionen zum Remake fielen weitgehend negativ aus.
Im August 2020 wurde verkündet, dass an einem neuen Dirty-Dancing-Film gearbeitet werde, für den Jennifer Grey als Darstellerin zurückkehrt und auch als Executive Producer tätig ist. Als Regisseur soll Jonathan Levine fungieren; das Drehbuch wurde von Levine, Mikki Daughtry, Tobias Iaconis und Elizabeth Chomko geschrieben. Die Fortsetzung soll im Sommer 2025 in die US-amerikanischen Kinos kommen.